# Средние издержки
Средние издержки (англ. average cost) — общие затраты фирмы, делённые на объём её продукции или равные сумме средних постоянных и средних переменных издержек.

## Определение
Согласно американским экономистам К. Р. Макконнеллу и С. Л. Брю, средние издержки — общие затраты фирмы, делённые на количество произведенной продукции, также равны сумме постоянных и переменных издержек.
В БРЭ средние издержки — это усреднённый уровень затрат в целом по совокупности произведённой продукции по предприятию, отрасли или региону. Величина средних издержек зависит от применяемого метода отнесения затрат. При калькуляции себестоимости единицы продукции они служат минимальной ценой (при котором производство все еще остается рентабельным).
Средние общие издержки ({\displaystyle ATC}), как и все остальные виды затрат, можно разделить на постоянные и переменные затраты:
{\displaystyle ATC=AVC+AFC},
где {\displaystyle AVC} (англ. Average Variable Cost) — средние переменные издержки (общий объём переменных издержек фирмы, делённый на количество произведенной продукции);
{\displaystyle AFC} (англ. Average Fixed Cost) — средние постоянные издержки (общий объём постоянных издержек фирмы, делённый на количество произведенной продукции).
Средние издержки можно рассчитать путем деления общих издержек на количество производимой продукции \mathrm{x}:
{\displaystyle ATC={\frac {\mathrm {TVC} +\mathrm {TFC} }{\mathrm {x} }}},
где {\displaystyle TFC} (англ. Total fixed costs) — общие переменные(исп.постоянный, фиксированные) издержки, {\displaystyle TVC} (англ. Total variable costs) — общие постоянные(исп. переменные) издержки.
При этом, трудности вызывают распределение постоянных затрат на продукцию, так как эти затраты не зависят от объёмов производства. Отнесение этих затрат на единицу продукции производится на основе различных методов, к примеру принципа ответственности за возникновение затрат (англ. causation principle) или принципа принятия решений (англ. decision principle).
Увеличение количества производимой продукции приводит к изменению переменных издержек на единицу продукции, а следовательно, и общих издержек на единицу продукции. При этом, степень роста издержек зависит от переменных факторов производственного процесса и их затрат. Затраты на единицу продукции тесно связаны с отдачей от масштаба: чем больше количество производимых единиц продукции, тем ниже средние затраты. Это соотношение описывает возрастающую отдачу от масштаба.
Точка минимума средних издержек соответствует предельным издержкам, поскольку они будут снижаться, пока они превышают предельные издержки, и будут расти, если они ниже предельных издержек. В неоклассической производственной функции, точка минимума средних переменных издержек достигается при нулевом выпуске (краевое решение).

## Значение средних издержек для компании
Средние затраты служат информационной основой для ценовой политики и оценки деятельности компании. Поскольку при производстве возникают затраты, предприятию необходимо покрывать эти затраты за счет выручки и, по возможности, превышать их. Здесь большое значение имеет величина маржинальной прибыли, которая определяется как разница между выручкой и переменными затратами. Маржинальная прибыль сочетает в себе цели компании по затратам и продажам. При этом, отправной точкой является чистая выручка от продукта, которая противопоставляется переменным затратам. Этот показатель позволяет оценить, в какой степени компания способна покрывать свои постоянные затраты.
Если цена единицы производимой продукции равна средним переменным затратам, маржинальная прибыль равна нулю. В этой ситуации фирма несет убытки, равные ее постоянным затратам, что также означает, что фирма понесла бы эти убытки в любом случае при отсутствии производства. Если цена ниже средних переменных затрат, это приведет к отрицательной маржинальной прибыли и, следовательно, к ещё большим убыткам; компания увеличивает свои потери от производства и должна остановить производство. Прибыль достигается только в том случае, если стоимость единицы продукции (розничная цена) превышает средние издержки. Если фирма имеет положительную маржинальную прибыль, но при этом они являются ниже постоянных затрат, предприятие все равно несет убытки, но они могут быть снижены посредством производства продукции (в противовес отсутствию производства). Поэтому в этой ситуации может иметь смысл производить в краткосрочной, но не в долгосрочной перспективе. В долгосрочной перспективе, производство возможно только в том случае, если маржинальная прибыль больше постоянных затрат, поскольку только в таком случае достигается прибыль.
Средние издержки играют очень важную роль при оценке условий, при котором возможно производство, и его объёмов. При этом, большое значение тут играет разделение перспектив компании на краткосрочные и долгосрочные. Для обеспечения производства, в тесной связи с максимизацией прибыли, решающими для предприятия являются те издержки, которые вызваны производством дополнительной единицы продукции, то есть предельные издержки.
Сопоставление предельных издержек с средними переменными и средними общими издержками имеет решающее значение при принятии решений о дальнейшем развитии компании, желающей добиться конкурентоспособности на рынке. Такой анализ позволяет компании понять, какое влияние оказывает выпуск либо недовыпуск каждой дополнительной единицы продукции на маржинальную и чистую прибыль.
Кроме того, это также позволяет выявить влияние изменения цены на эти две важные переменные (маржинальную и чистую прибыль). Как следствие, предприятие может использовать результаты подобного регулярного анализа для оценки своей деятельности и принятия оптимальных решений по установлению цены.